# Hoek (Zeeland)
Hoek (ɦuk) ist ein Dorf in der niederländischen Gemeinde Terneuzen in der Provinz Zeeland. Es liegt 22 km südöstlich von Vlissingen.

## Geschichte
Es ist ein Deichdorf, welches an der Position errichtet wurde, an der sich drei Deiche trafen, um sich vor dem zu dieser Zeit noch existierenden Mündungsarm Braakman zu schützen. Das Fort Nassau, wurde im Jahr 1588 Gegenüber der Festung Philippine gebaut. Nach der Eroberung von Hulst durch die Republik der Sieben Vereinigten Provinzen im Jahr 1645 wurde das Fort dem Verfall überlassen.
Die reformierte niederländische Kirche ist eine Saalkirche aus dem Jahr 1608. Dieser wurde im Jahr 1900 ein Turm im Stil der Neorenaissance mit einer Nadelspitze hinzugefügt. Im Jahr 2015 wurde die Kirche durch ein Feuer stark beschädigt. Im Jahr 2016 wurde sie daher umgehend renoviert.
Die Getreidemühle Windlust wurde im Jahr 1857 errichtet und bis zum Jahr 1958 betrieben. Nach einer Restauration zwischen 1979 und 1980 wurde sie wieder in Betrieb genommen.
In dem Dorf wohnten im Jahr 1840 420 Menschen. Bis zum Jahr 1970 war es eine eigenständige Gemeinde, bis es dann ein Teil von Terneuzen wurde.

## Galerie

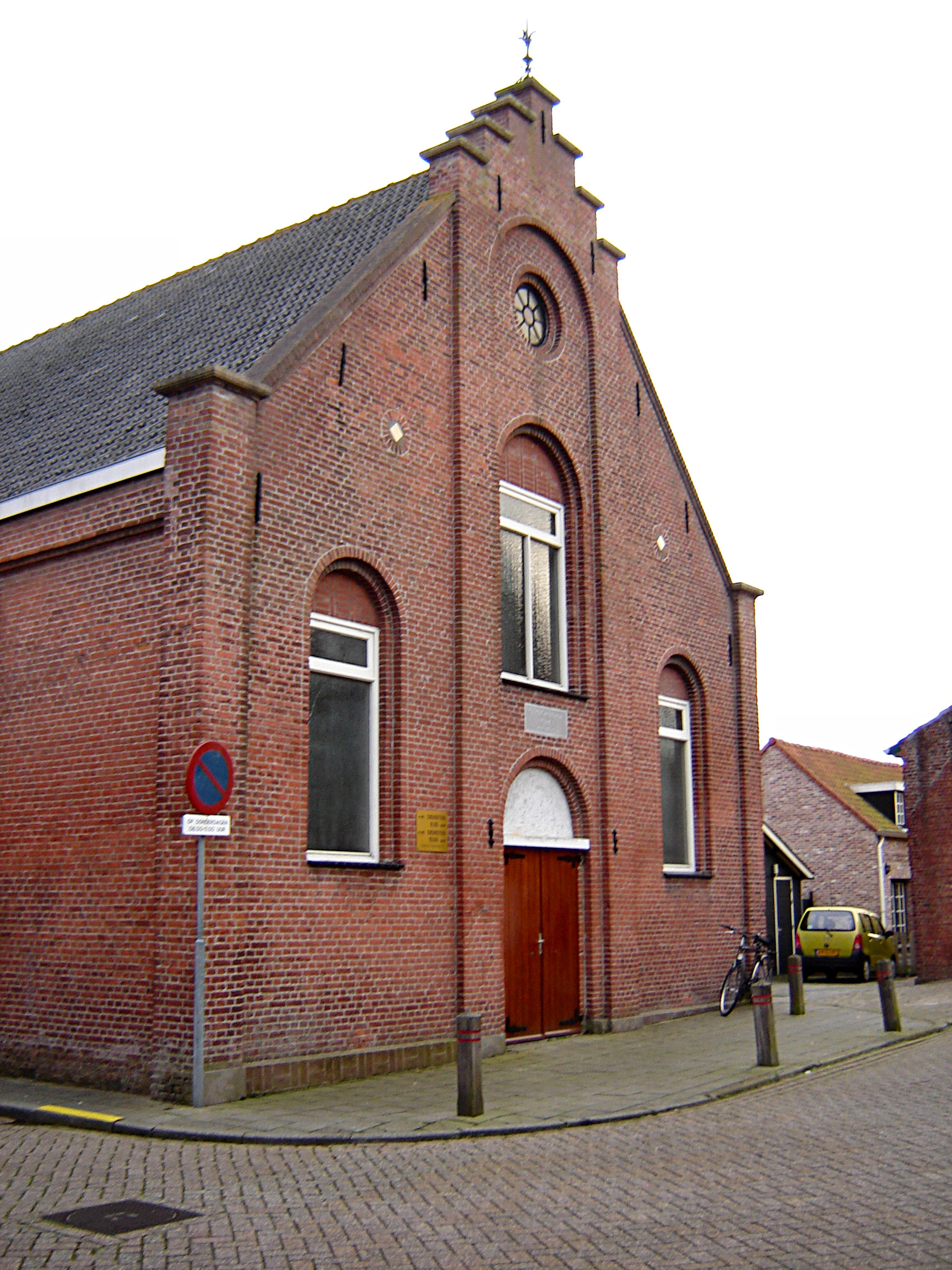
Kirche der Reformierten Kirchen in den Niederlanden (befreit) in Hoek.
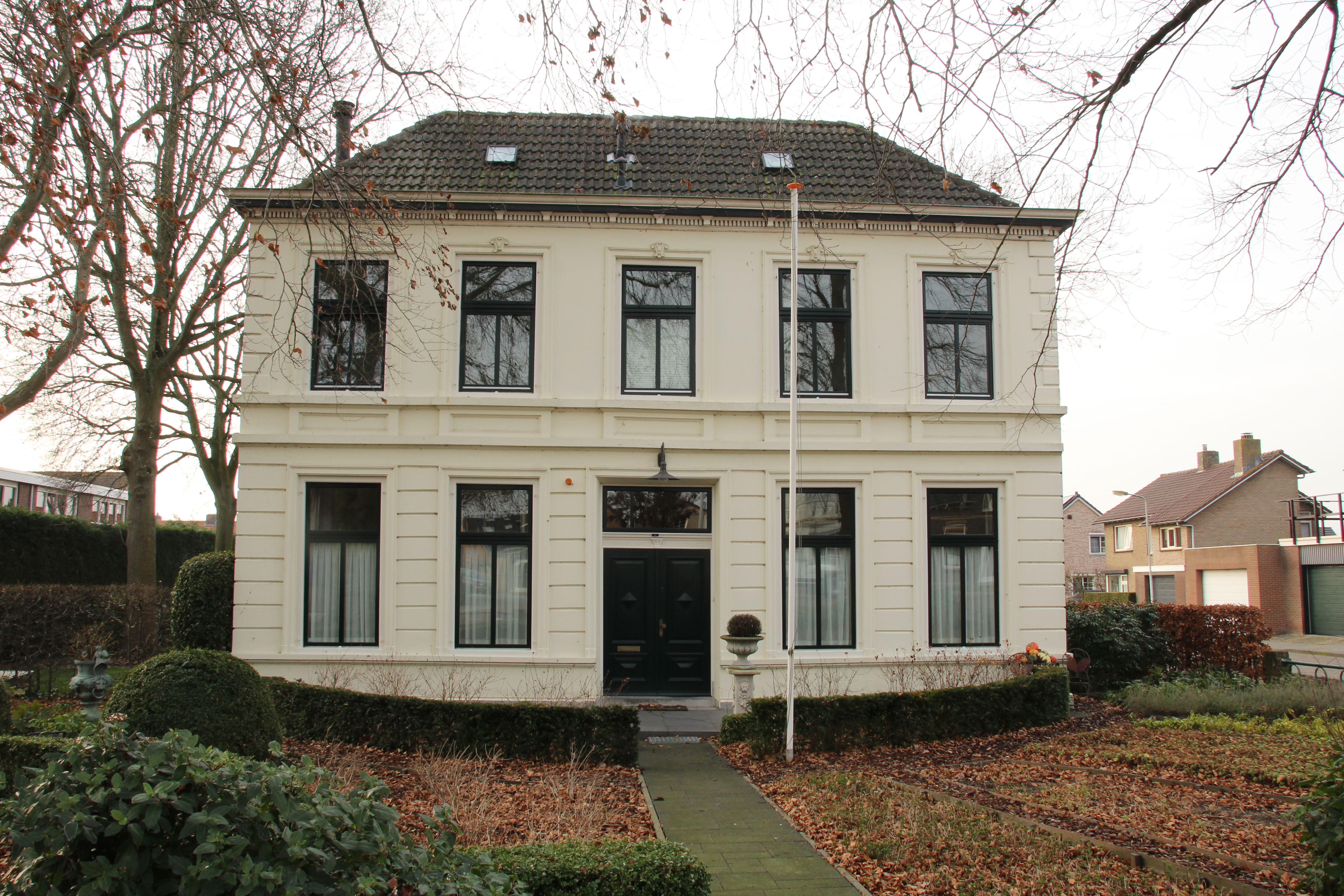
Villa in Hoek
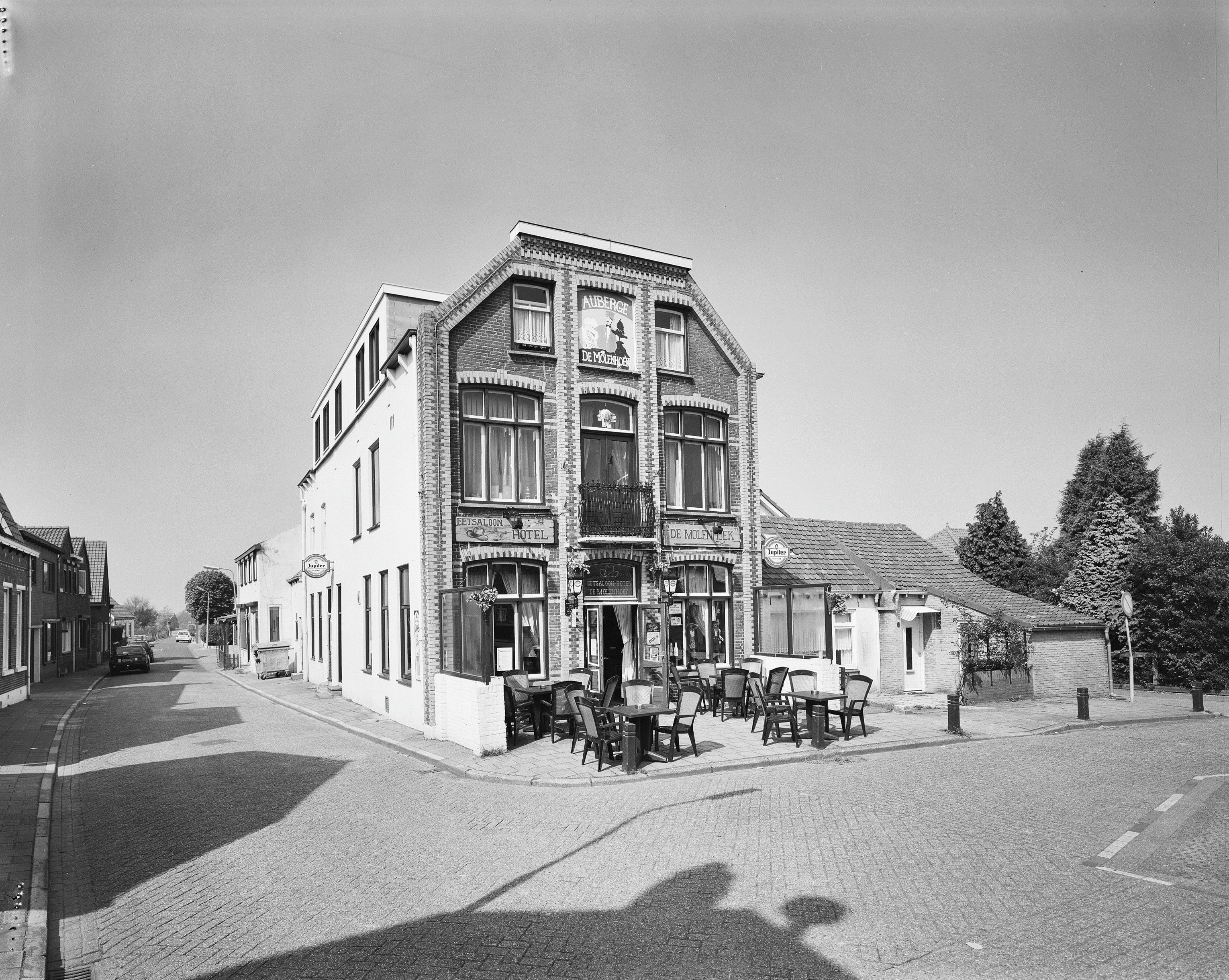
Hotel in Hoek